# 生物与有机化学年表
这张生物和有机化学年表记录了从 1600 年至今的重大事件。

## 1600-1699年
- 16XX年 – 扬·巴普蒂斯塔·范·海尔蒙特 进行了他著名的树木植物实验，其中他表明植物的物质源自水，这是光合作用发现的先驱。
- 1628年 – 威廉·哈维出版了《动物心脏和血液运动的解剖练习》
- 1651年——威廉·哈维得出结论，所有动物，包括哺乳动物，都是从卵发育而来的，从泥土或粪便中自发产生任何动物是不可能的。
- 1665年 – 罗伯特·胡克 (Robert Hooke) 用显微镜看到了软木塞中的细胞。
- 1661年、1664年和1665年，马尔切洛·马尔皮吉辨别出了血细胞。
- 1678年，荷兰自然学家兼医生扬·斯瓦默丹描述了红细胞。
- 荷兰代尔夫特的安东尼·范·列文虎克在 17 世纪最后 25 年首次对红细胞进行了完整描述。
- 1668年——弗朗西斯科·雷迪证明，如果罐子暴露在空气中，蝇蛆只会出现在罐子里的肉片上，从而反驳了自然发生。 用粗棉布覆盖的罐子里没有苍蝇。
- 1672年 – 马尔切洛·马尔皮吉首次发表了对小鸡发育的描述，包括肌肉体节的形成、循环和神经系统。
- 1676年 – 安东尼·范·列文虎克观察到原生动物并将其称为微生物。
- 1677年 – 安东尼·范·列文虎克观察到精子。
- 1683年 – 安东尼·范·列文虎克观察到细菌。 列文虎克的发现重新提出了微生物自发生成的问题。

## 1700-1799
- 1767年 – 卡斯帕尔·沃尔弗 认为，发育中的小鸡的组织是从无到有的，而不仅仅是鸡蛋中已有结构的简单加工。
- 1768年——拉扎罗·斯帕兰扎尼再次反驳了自发发生，他证明，如果首先加热（杀死任何有机体）并在带塞的烧瓶中冷却，则没有有机体在丰富的肉汤中生长。 他还证明了，哺乳动物的受精需要卵子和精液。
- 1771年 – 约瑟夫·普里斯特利证明植物会产生动物和火焰消耗的气体。 这种气体就是氧气。
- 1798年——托马斯·马尔萨斯在《人口原理论文》中讨论了人口增长和粮食生产。

## 1800-1899
- 1801年——让-巴蒂斯特·拉马克开始对无脊椎动物分类学进行详细研究。
- 1802年——现代意义上的生物学一词由Gottfried Reinhold Treviranus（Biologie oder Philosophie der lebenden Natur）和Lamarck（Hydrogéologie）独立提出。 这个词是由 Karl Friedrich Burdach 于 1800 年创造的。
- 1809年——拉马克提出了基于后天特征遗传的现代进化论。
- 1817 年 – 皮埃尔-约瑟夫·佩尔提埃和约瑟夫·别奈梅·卡旺图分离出叶绿素。
- 1820 年 – 克里斯蒂安·纳斯 (Christian Friedrich Nasse) 制定了纳斯定律：血友病仅发生在男性中，并由未患病的女性遗传。
- 1824 年 – J. L. Prevost 和 J. B. Dumas 证明精液中的精子并不像以前认为的那样是寄生虫，而是受精的媒介。
- 1826年——卡尔·冯·贝尔证明哺乳动物的卵子位于卵巢中，结束了长达200年的对哺乳动物卵子的探索。
- 1828年——弗里德里希·维勒合成了尿素； 首次从无机原料合成有机化合物。
- 1836 年 – 泰奥多尔·施万在胃壁提取物中发现了胃蛋白酶； 首次分离出动物酶。
- 1837 年 – 泰奥多尔·施万证明加热空气可以防止空气腐败。
- 1838年——马蒂亚斯·施莱登提出所有植物都是由细胞组成的。
- 1839年—— 泰奥多尔·施万提出所有动物组织都是由细胞组成的。 施万和施莱登认为细胞是生命的基本粒子。
- 1843 年 – 马丁·巴里在《伦敦皇家学会哲学汇刊》上发表的一篇一页纸的论文中报道了兔子的精子和卵子的融合。
- 1856年——路易斯·巴斯德指出微生物产生发酵。
- 1858年——查尔斯·达尔文和阿尔弗雷德·华莱士独立提出了通过自然选择的生物进化论（“改良遗传”）。 达尔文只有在其著作的后期版本中才使用“进化”一词。
- 1858年——鲁道夫·菲尔肖（Rudolf Virchow）提出细胞只能由预先存在的细胞产生； “Omnis cellula e cellulla”，所有细胞都来自细胞。 细胞学说认为，所有生物体都是由细胞组成的（施莱登和施万），而细胞只能来自其他细胞（魏尔肖）。
- 1864年——路易斯·巴斯德反驳了细胞生命的自发产生。
- 1865年——格雷戈尔·孟德尔在豌豆植物中证明遗传遵循明确的规则。 分离原理指出，每个生物体的每个性状都有两个基因，当生物体产生卵子或精子时，这些基因就会分离。 独立分类原理指出，一对中的每个基因在卵子或精子的形成过程中独立分布。 孟德尔在遗传学方面的开创性基础没有引起人们的注意，这让他永远感到失望。
- 1865年——奥古斯特·凯库勒认识到苯是由碳和氢原子组成的六角环。
- 1869 年 – 弗雷德里希·米歇尔在细胞核中发现了核酸。
- 1874 年 – 雅各布斯·亨里克斯·范托夫和约瑟夫·列贝尔（Joseph-Achille Le Bel ）提出了有机分子的三维立体化学表示，并提出了四面体碳原子。
- 1876 年 – 奧斯卡·赫特維希（Oscar Hertwig）和 赫曼·福尔（Hermann Fol）在海胆卵中独立描述了精子进入卵子以及随后卵子和精子细胞核融合形成单个新细胞核的过程。
- 1884 年 – 赫尔曼·埃米尔·费舍尔开始详细分析糖的组成和结构。
- 1892 年 – 杜里舒(Hans Driesch) 分离了 2 细胞海胆胚胎的各个细胞，并表明每个细胞都会发育成一个完整的个体，从而反驳了预成理论，并表明每个细胞都是“全能的”，包含了发育所需的所有遗传信息。 形成一个个体。
- 1898 年 – 马丁努斯·威廉·拜耶林克使用过滤实验证明烟草花叶病是由比细菌更小的东西引起的，他将其命名为病毒。

## 1900-1949
- 1900 年 – 胡戈·德弗里斯、卡尔·科伦斯和埃里克·冯·切尔马克独立地重新发现了孟德尔关于遗传的论文。
- 1902年——沃尔特·洒吞和特奥多尔·巴夫来独立提出染色体携带遗传信息。
- 1905年——威廉·贝特森创造了“遗传学”一词来描述生物遗传的研究。
- 1906 年 – 米哈伊尔·茨维特发现了有机化合物分离的色谱技术。
- 1907 年——伊万·巴甫洛夫用流口水的狗证明了条件反应。
- 1907年——赫尔曼·埃米尔·费舍尔人工合成了肽氨基酸链，从而表明蛋白质中的氨基酸通过氨基-酸基键连接。
- 1909 年——威廉·约翰森创造了“基因”这个词。
- 1911年——托马斯·亨特·摩尔根提出基因在染色体上排列成一条线。
- 1922年——亚历山大·奥帕林提出地球早期大气中含有甲烷、氨、氢和水蒸气，这些是生命起源的原材料。
- 1926 年 – 詹姆斯·B·萨姆纳证明脲酶是一种蛋白质。
- 1928 年 – 奥托·迪尔斯和库尔特·阿尔德发现了形成环状分子的 Diels-Alder 环加成反应。
- 1928年——亚历山大·弗莱明发现了第一种抗生素——青霉素
- 1929 年 – 菲巴斯·利文在核酸中发现了糖脱氧核糖。
- 1929年——爱德华·阿德尔伯特·多伊西和阿道夫·布特南特独立发现了雌酮。
- 1930 年 – 约翰·霍华德·诺斯罗普证明胃蛋白酶是一种蛋白质。
- 1931 年——阿道夫·布特南特 (Adolf Butenandt) 发现雄酮。
- 1932 年 – 汉斯·阿道夫·克雷布斯 (Hans Adolf Krebs) 发现尿素循环。
- 1933年——塔德乌什·赖希施泰因人工合成维生素C； 首先合成维生素。
- 1935年——鲁道夫·舍恩海默（Rudolf Schoenheimer）使用氘作为示踪剂来检查大鼠的脂肪储存系统。
- 1935年——温德尔·梅雷迪思·斯坦利使烟草花叶病毒结晶。
- 1935 年 – 康拉德·洛伦茨描述了幼鸟的印记行为。
- 1937 年 – 多萝西·霍奇金发现了胆固醇的三维结构。
- 1937 年 – 汉斯·阿道夫·克雷布斯 (Hans Adolf Krebs) 发现了三羧酸循环。
- 1937 年 – 在《遗传学与物种起源》中，费奥多西·多布然斯基将染色体理论和群体遗传学应用于自然群体，这是新达尔文主义的第一部成熟著作，也称为现代综合，该术语由朱利安·赫胥黎创造。
- 1938 年——玛罗丽·考特内-拉蒂迈在南部非洲海岸发现了活体腔棘鱼。
- 1940 年 – 唐納德·格里芬 (Donald Griffin) 和羅伯特·加蘭博斯 (Robert Galambos) 宣布他们发现了蝙蝠的回声定位功能。
- 1942 年 – 马克斯·德尔布吕克 (Max Delbrück) 和萨尔瓦多·卢里亚 (Salvador Luria) 证明，细菌对病毒感染的抵抗力是由随机突变而非适应性变化引起的。
- 1944 年 – 奥斯瓦尔德·埃弗里证明 DNA 携带肺炎球菌的遗传信息。
- 1944年——罗伯特·伯恩斯·伍德沃德和威廉·杜林（William von Eggers Doering）合成了奎宁。
- 1945年——多萝西·霍奇金发现了青霉素的三维结构。
- 1948 年 – 埃尔文·查戈夫证明 DNA 中鸟嘌呤单位的数量等于胞嘧啶单位的数量，腺嘌呤单位的数量等于胸腺嘧啶单位的数量。

## 1950-1969
- 1951 年 – 罗伯特·罗宾逊和约翰·康福斯（牛津大学）的研究小组发表了胆固醇的合成方法，而罗伯特·伍德沃德（哈佛大学）则发表了可的松的合成方法。
- 1951 年 – 弗雷德里克·桑格、漢斯·塔皮完成了胰岛素氨基酸序列的色谱分析。
- 1952 年 – 艾尔弗雷德·赫希和玛莎·蔡斯证明 DNA 是噬菌体病毒的遗传物质。
- 1952 年 – 罗莎琳·富兰克林 (Rosalind Franklin) 根据 X 射线衍射研究得出结论，DNA 是直径为 2 nm 的双螺旋，糖磷酸骨架位于螺旋外侧。 她怀疑这两个糖磷酸主链彼此之间存在着特殊的关系。
- 1953 年 – 在检查了富兰克林未发表的数据后，詹姆斯·沃森 (James D. Watson) 和弗朗西斯·克里克 (Francis Crick) 发表了 DNA 双螺旋结构，其中一个糖磷酸主链与另一个的方向相反。 他们进一步提出了一种机制，通过该机制该分子可以自我复制并用于传递遗传信息。 他们的论文，结合好时蔡斯实验和查格夫的核苷酸数据，最终说服了生物学家，DNA 是遗传物质，而不是蛋白质。
- 1953 年 – 斯坦利·米勒证明，当模拟闪电穿过含有水、甲烷、氨和氢的容器时，可以形成氨基酸
- 1954 年 – 多萝西·霍奇金发现了维生素 B12 的三维结构。
- 1955 年 – 瑪麗安娜·馬納戈和塞韦罗·奥乔亚发现了第一个核酸合成酶（多核苷酸磷酸化酶），它将核苷酸连接在一起形成多核苷酸。
- 1955 年 – 阿瑟·科恩伯格发现了 DNA 聚合酶。
- 1958年——约翰·格登利用核移植技术克隆了非洲爪蛙； 首次使用完全分化的成体细胞的细胞核克隆脊椎动物。
- 1958 年 – 马修·梅塞尔森 (Matthew Stanley Meselson) 和富兰克林·史达 (Franklin W. Stahl) 在梅塞尔森-斯塔尔实验中证明 DNA 复制是半保守的
- 1959 年 – 马克斯·佩鲁茨提出了含氧血红蛋白结构模型。
- 1959 年 – 塞韦罗·奥乔亚和阿瑟·科恩伯格因其工作而获得诺贝尔奖。
- 1960 年 – 约翰·肯德鲁 (John Kendrew) 描述了肌红蛋白（肌肉中的携氧蛋白）的结构。

- 1960 年 – 四位独立的研究人员（S. Weiss、J. Hurwitz、Audrey Stevens Niyogi 和 J. Bonner）发现了细菌 RNA 聚合酶，它可以在 DNA 的指导下聚合核苷酸。
- 1960年——罗伯特·伍德沃德合成了叶绿素。
- 1961 年 –海因里希·馬特伊（J. Heinrich Matthaei） 使用格倫伯格-馬納戈（Grunberg-Manago） 1955 年制造多核苷酸的酶系统破解了遗传密码的第一个密码子（氨基酸苯丙氨酸的密码子）。
- 1961 年 – 约安·奥罗发现氰化铵的浓溶液可以产生核苷酸腺嘌呤，这一发现为生命起源理论开辟了道路。
- 1962 年 – 马克斯·佩鲁茨和约翰·肯德鲁因其对血红蛋白和肌红蛋白结构的研究而共同获得诺贝尔奖。
- 1966 年 – 通过反复试验工作，遗传密码被完全破解[2]。
- 1966 年 – 石坂公成发现了一种新型免疫球蛋白 IgE，它会引起过敏并在分子和细胞水平上解释过敏机制。
- 1966年——琳·马古利斯提出内共生理论，认为真核细胞是原始原核细胞的共生结合体。 理查德·道金斯称该理论为“二十世纪进化生物学的伟大成就之一”。
- 1968 年 –弗雷德里克·桑格使用放射性磷作为示踪剂，通过色谱法破译了 120 个碱基长的 RNA 序列。
- 1969年——多萝西·霍奇金破译了胰岛素的三维结构。

## 1970-1989
- 1970 年 – 汉弥尔顿·史密斯和丹尼尔·那森斯发现了 DNA 限制性内切酶。
- 1970 年 – 霍华德·马丁·特明和戴维·巴尔的摩独立发现了逆转录酶。
- 1972 年 – 阿尔伯特·艾申莫瑟和罗伯特·伯恩斯·伍德沃德合成了维生素 B12。
- 1972 年 – 斯蒂芬·古尔德和尼尔斯·艾崔奇提出了一个他们称之为“间断平衡”的想法，该想法指出化石记录是对进化速度的准确描述，长期的“停滞”（微小的变化）被短暂的“停滞”时期所打断。 快速变化和物种形成（在一个谱系内）。
- 1972 年 – 西摩·辛格（Seymour Jonathan Singer）和 Garth L. Nicholson 开发了流体镶嵌模型，该模型处理所有细胞膜的构成。
- 1974 年 –曼弗雷德·艾根和 Manfred Sumper 证明，核苷酸单体和 RNA 复制酶的混合物会产生能够复制、突变和进化的 RNA 分子。
- 1974 年 – 莱斯利·奥格尔证明 RNA 无需 RNA 复制酶即可复制，而锌有助于这种复制。
- 1977 年 – 约翰·科利斯 (John Corliss) 和十位合著者在加拉帕戈斯裂谷的海底热液喷口周围发现了基于化学合成的动物群落。

- 1977 年 – 沃特·吉尔伯特和艾倫·馬克薩姆 提出了一种快速 DNA 测序技术，该技术使用克隆、碱基破坏化学物质和凝胶电泳。
- 1977 年 – 卡尔·乌斯和乔治·福克斯通过分析16S核糖体RNA，发现了古细菌，这是不同于原核生物和真核生物的第三个生命域。
- 1977 年 – 弗雷德里克·桑格和 Alan Coulson 提出了一种使用双脱氧核苷酸和凝胶电泳的快速基因测序技术。
- 1978 年 – 弗雷德里克·桑格提出了病毒 PhiX174 的 5,386 个碱基序列； 首次对整个基因组进行测序。
- 1981 - 描述了第一个现存的remipedes 物种，一种新的甲壳类动物。
- 1982 年 – 史坦利·布鲁希纳提出传染性蛋白质或朊病毒的存在。 他的想法在科学界受到广泛嘲笑，但他于 1997 年获得了诺贝尔奖。
- 1983 年 –凯利·穆利斯发明了“PCR”（聚合酶链式反应），这是一种快速复制 DNA 序列的自动化方法。
- 1984 年 – 亚历克·杰弗里斯设计了一种基因指纹识别方法。
- 1985 – 哈罗德·克罗托、 J.R. Heath、S.C. O'Brien、罗伯特·柯尔和理查德·斯莫利发现了巴克明斯特富勒烯分子的异常稳定性并推断出其结构。
- 1986 年 – Alexander Klibanov 证明酶可以在非水环境中发挥作用。
- 1986年——丽塔·列维-蒙塔尔奇尼和斯坦利·科恩因发现神经生长因子（NGF）而获得诺贝尔生理学或医学奖。